# 함안휴게소
함안휴게소(咸安休憩所, Haman Service Area)는 대한민국 경상남도 함안군 군북면 유현리에 위치한 남해고속도로의 휴게소이다. 양방향 모두 휴게소가 통합형으로 존재한다. 1978년 10월 6일 남해고속도로 순천~부산간 구간의 개통 4년 이후 세워진 군북면 박곡리의 남강휴게소가 30년 이상으로 노후되자 이를 대체하기 위해서 세워진 휴게소이다. 2010년 7월 22일 남강휴게소는 시설 노후 등의 이유로 철거되었고, 이를 대체하기 위하여 세워진 휴게소가 함안휴게소이다. 함안휴게소 인근에는 남해고속도로 장지 나들목이 위치해 있다. 순천 기점으로부터 97km 떨어져 있다. 최근에는 아라가야가 위치해 있었던 함안의 역사를 알리기 위해서 가야 관련 테마공원과 수박밭을 조성하였다. 2017년 3월 20일 부산 방향 함안휴게소는 국민평가 최우수 휴게소로 선정되는 영예를 안기도 하였다.

## 시설
- 엔젤리너스
- 로띠번
- ATM
- 주유소
- LPG 충전소
- 주차장
- 화장실
- 식당가
- 편의점
- 총부지 :6만1050㎡

## 연혁
- 2010년: 남강휴게소 폐쇄
- 2010년 7월 22일:부산 방향 휴게소 개소
- 2010년 9월 2일: 순천 방향 휴게소 개소

## 전후
순천 방향
- 군북 나들목←함안휴게소·장지 나들목→함안 나들목
- 문산휴게소←함안휴게소·장지 나들목→진영휴게소

부산 방향
- 군북 나들목←함안휴게소·장지 나들목→함안 나들목
- 진주휴게소←함안휴게소·장지 나들목→진영휴게소